# Calderón (matemáticas)

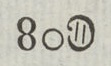
Calderón usado para escribir 80.000.

El calderón o millar es un signo usado antiguamente en manuscritos e impresos para designar o señalar abreviadamente los millares. Tenía forma de U alargada o de C invertida, usualmente con un par de bastoncillos en su interior.

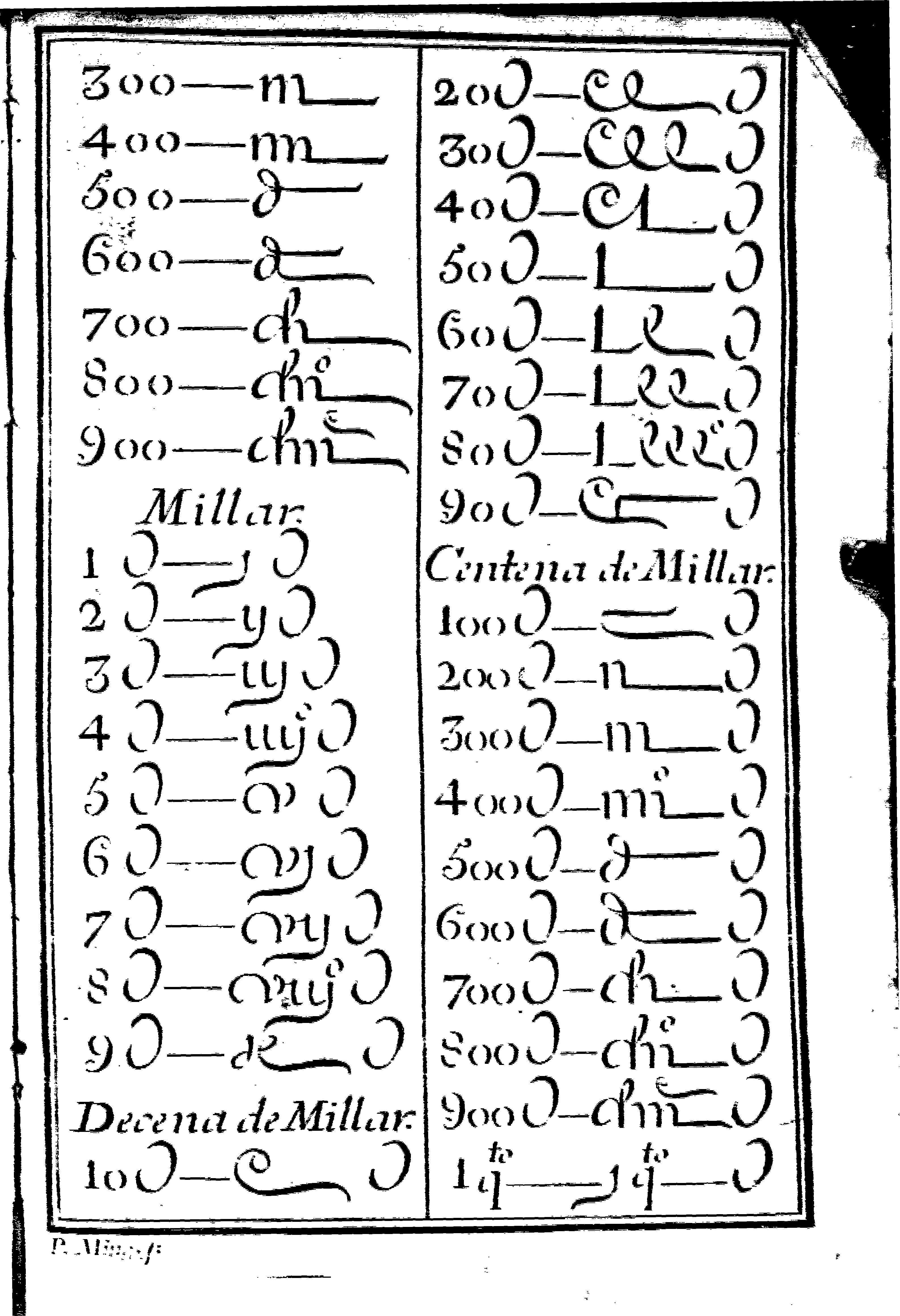
Lámina de la Ortografía del siglo de la RAE que muestra la «formación de los números castellanos», donde se aprecia el uso del calderón.

El Diccionario de autoridades (1726-1739), en referencia a este signo, definía millar y calderón de esta forma:

Millar. Entre los Contadóres es una figura ò character, que para mayór facilidad de leer los números, colocan antes de las últimas tres figuras del guarismo, que sin augmentar cosa alguna su valór, sirve solo de nota para advertir que los números antecedentes à él están en la classe de milláres. Fórmase en lo manuscrito con una como O grande, y prolongada, y en lo impresso en esta forma [calderón]. Lat. Nota miliarij.

Calderón. Voz de Contadores, con que significan la figura que denóta el millar, [calderón] y de la semejanza tomó el nombre. Lat. Numeralis nota Arabica, seu barbara, quæ mille numerum denotat.

Según la definición anterior, el calderón se usaba como separador de millares, como actualmente el punto o la coma. Sin embargo, también podía usarse como abreviatura, de tal forma que por ejemplo un 5 seguido de calderón se leía 5000. Así, según la Ortografía académica de 1754:

Lo que fue invencion de los Castellanos, es el millar  [...] llamado tambien Calderon, el qual por sí solo no tiene significacion, sirviendo únicamente de dar valor de mil al número que antecede: y en las Imprentas, porque no tienen molde para el millar, se suele suplir con una f, y l ligadas vueltas al revés, assí .